# Just A Way
Just A Way (ジャスタウェイ en japonais), né en 2009, est un cheval de course pur-sang anglais japonais. Sa victoire dans le Dubaï Duty Free lui valut en 2014 le meilleur rating mondial FIAH. 

## Carrière de courses
Élevé par l'empire Shadai, acquis yearling pour 12 millions de yens,  Just A Way reste longtemps un cheval évoluant à haut niveau certes, mais assez ordinaire. Il débute par une victoire à deux ans, et prend la deuxième place d'un groupe 3 à Niigata. L'année suivante, ses tentatives de figurer parmi les tout meilleurs, dans le Tokyo Yushun, la NHK Mile Cup ou le Tenno Sho (Automne), se soldent par autant d'échecs, et il doit se contenter d'un accessit à l'étage du dessous, un groupe 2 disputé à Tokyo. L'année suivante, il se cantonne sagement de prendre des accessits au niveau des courses de groupe, et attend la fin de la saison pour se frotter à l'élite des chevaux japonais. Ce sera dans le Tenno Sho (Automne), lui qui n'a plus gagné depuis un an et demi. La tâche semble ardue, avec notamment la présence de la grade championne Gentildonna. Mais  Just A Way  semble en progrès depuis quelque temps et il reste sur trois accessits d'honneur. Petit outsider il crée la surprise ce jour-là en laissant Gentildonna, et le peloton derrière elle, à 4 longueurs. Il s'en tient là pour sa saison de 4 ans.   
Soudain Just A Way change de dimension. Mais il doit maintenant justifier son nouveau statut et confirmer ses tardifs progrès. C'est chose faite dès sa rentrée à 5 ans, lorsqu'il s'impose dans le Nakayama Kinen, un groupe 2. Son entraîneur l'envoie ensuite à Dubaï disputer le Dubaï Duty Free, face à un peloton international où figurent notamment le Sud-Africain Vercingetorix, qui reste sur une victoire dans le Jebel Hatta, un groupe 1 dubaïote, et les excellents Anglaises Dank (Breeders' Cup Filly & Mare Turf) et The Fugue, triple lauréate de groupe 1 en Europe.  Just A Way  réalise ce jour-là la plus grande performance de sa carrière, pulvérisant l'opposition de plus de 6 longueurs et battant le record du parcours des 1 800 mètres. Cette victoire sensationnelle lui vaut un rating qui l'est tout autant : 130 pour la FIAH et 133 pour Timeform. Dans la forme de sa vie, il rentre au Japon et enchaîne, remportant son troisième groupe 1 dans le Yasuda Kinen, d'un nez certes devant Grand Prix Boss.   
Just A Way est alors l'un des meilleurs chevaux du monde, et son entourage se met à rêver de Prix de l'Arc de Triomphe, inaccessible graal pour les chevaux japonais depuis tant d'années. Il ne court plus jusqu'à sa tentative parisienne, misant tout sur sa fraîcheur. Mais, monté par Yuichi Fukanaga, il court correctement mais ne peut que figurer à Longchamp, et assiste de loin, comme son compatriote Gold Ship, au doublé de la championne Trêve. De retour au pays, il montre qu'il est tout de même resté en forme puisqu'il prend l'accessit d'honneur de la Japan Cup derrière Epiphaneia, mais devant Gentildonna, quatrième. Mais conclut sa saison, et sa carrière, par une défaite dans l'Arima Kinen, battu  Gentildonna, To The World et Gold Ship. À l'heure des bilans,  Just A Way  est sacré cheval d'âge de l'année au Japon et termine deuxième de Gentildonna dans la course au titre suprême de cheval de l'année. Il n'est sans doute pas le meilleur cheval du monde, mais sa performance dans le Dubaï Duty Free est considéré comme la plus impressionnante de l'année, puisque son rating FIAH le place en tête du classement mondial devant Epiphaneia pour un inédit doublé japonais.    

### Résumé de carrière
| Date        | Hippodrome  | Pays        | Course                    | Statut      | Distance    | Jockey             | Place       | Écart       | Vainqueur ou deuxième |
| 2011, 2 ans | 2011, 2 ans | 2011, 2 ans | 2011, 2 ans               | 2011, 2 ans | 2011, 2 ans | 2011, 2 ans        | 2011, 2 ans | 2011, 2 ans | 2011, 2 ans           |
| ----------- | ----------- | ----------- | ------------------------- | ----------- | ----------- | ------------------ | ----------- | ----------- | --------------------- |
| 23 juillet  | Niigata     | Japon       | Inédits                   |             | 1 800 m     | Yuichi Fukunaga    | 1er / 16    | –           | Lapage                |
| 4 septembre | Niigata     | Japon       | Niigata Nisai Stakes      | Gr. 3       | 1 600 m     | Yuichi Fukunaga    | 2e / 18     | 3/4         | Monstre               |
| 19 novembre | Tokyo       | Japon       | Hai Nisai Stakes          | Gr. 3       | 1 800 m     | Hiroki Goto        | 4e / 15     | 5           | Deep Brillante        |
| 2012, 3 ans |             |             |                           |             |             |                    |             |             |                       |
| 5 février   | Kyoto       | Japon       | Kisaragi Sho              | Gr. 3       | 1 800 m     | Shinichiro Akiyama | 4e / 13     | 6           | World Ace             |
| 25 février  | Hanshin     | Japon       | Arlington Cup             | Gr. 3       | 1 600 m     | Yuichi Fukunaga    | 1er / 12    | 1/2         | Olivine               |
| 6 mai       | Tokyo       | Japon       | NHK Mile Cup              | Gr. 1       | 1 600 m     | Yuichi Fukunaga    | 6e / 18     | 5           | Curren Black Hill     |
| 27 mai      | Tokyo       | Japon       | Tokyo Yushun              | Gr. 1       | 2 400 m     | Shinichiro Akiyama | 11e / 18    | 6 ¼         | Deep Brillante        |
| 7 octobre   | Tokyo       | Japon       | Mainichi Okan             | Gr. 2       | 1 800 m     | Yoshiomi Shibata   | 2e / 16     | enc.        | Curren Black Hill     |
| 28 octobre  | Tokyo       | Japon       | Tenno Sho (Automne)       | Gr. 1       | 2 000 m     | Hiroyuki Uchida    | 6e / 18     | 3           | Eishin Flash          |
| 2013, 4 ans |             |             |                           |             |             |                    |             |             |                       |
| 5 janvier   | Nakayama    | Japon       | Nakayama Gold Cup         | Gr. 3       | 2 000 m     | Hiroyuki Uchida    | 3e / 16     | 3 ¼         | Touch Me Not          |
| 10 février  | Kyoto       | Japon       | Kinen Stakes              | Gr. 2       | 2 200 m     | Hiroyuki Uchida    | 5e / 11     | 4 ¼         | Tosen Ra              |
| 9 mars      | Chukyo      | Japon       | Chunichi Shimbun Hai      | Gr. 3       | 2 200 m     | Dario Vargiu       | 8e / 18     | 4 ½         | Satono Apollo         |
| 9 juin      | Tokyo       | Japon       | Epsom Cup                 | Gr. 3       | 1 800 m     | Yuichi Fukunaga    | 2e / 14     | nez         | Clarente              |
| 11 août     | Niigata     | Japon       | Sekiya Kinen              | Gr. 3       | 1 600 m     | Yuichi Fukunaga    | 2e / 18     | 1 ¼         | Red Spada             |
| 6 octobre   | Tokyo       | Japon       | Mainichi Okan             | Gr. 2       | 1 800 m     | Yoshiomi Shibata   | 2e / 11     | 1/2         | Eishin Flash          |
| 27 octobre  | Tokyo       | Japon       | Tenno Sho (Automne)       | Gr. 1       | 2 000 m     | Yuichi Fukunaga    | 1er / 17    | 4           | Gentildonna           |
| 2014, 5 ans |             |             |                           |             |             |                    |             |             |                       |
| 2 mars      | Nakayama    | Japon       | Nakayama Kinen            | Gr. 2       | 1 800 m     | Norihiro Yokoyama  | 1er / 15    | 3 ½         | Archimedes            |
| 29 mars     | Meydan      | Dubaï       | Dubaï Duty Free           | Gr. 1       | 1 800 m     | Yuichi Fukunaga    | 1er / 13    | 6 ¼         | Vercingetorix         |
| 8 juin      | Tokyo       | Japon       | Yasuda Kinen              | Gr. 1       | 1 600 m     | Yoshiomi Shibata   | 1er / 17    | nez         | Grand Prix Boss       |
| 5 octobre   | Longchamp   | France      | Prix de l'Arc de Triomphe | Gr. 1       | 2 400 m     | Yuichi Fukunaga    | 8e / 20     | 5           | Trêve                 |
| 30 novembre | Tokyo       | Japon       | Japan Cup                 | Gr. 1       | 2 400 m     | Yuichi Fukunaga    | 2e / 18     | 4           | Epiphaneia            |
| 28 décembre | Nakayama    | Japon       | Arima Kinen               | Gr. 1       | 2 500 m     | Yuichi Fukunaga    | 4e / 16     | 1           | Gentildonna           |

## Au haras
Retiré à Shadai Farm, Just A Way y entame sa carrière d'étalon à 3,5 millions de yens la saillie. Son carnet de bal est plein pour les premières saisons, mais les éleveurs se désintéressent assez vite de lui et en 2021 il est transféré à la Breeders' Stallion Station. Il a tout de même produit quelques très bons éléments à l'image de Danon The Kid, vainqueur des Hopeful Stakes à 2 ans et placé de groupe 1 ensuite, ou Velox, deuxième du Satsuki Shō.  

## Origines
Just A Way est un fils de l'excellent étalon Heart's Cry, le seul cheval à avoir devancé Deep Impact au Japon, dans l'Arima Kinen 2005, et père des champions Lys Gracieux, Suave Richard ou Cheval Grand. Sa mère, Sibyl, n'a pu s'illustrer en course, prenant une place en trois sorties. Avant Just A Way elle avait donné Sky No Dan (par Sakura Bakushin O), placée au niveau groupe 3. Il s'agit d'une fille de l'Américaine Charon. Pouliche d'extraction modeste (sa mère avait été vendue pour $ 800 lorsqu'elle était dans ses flancs), Charon s'est hissée parmi les meilleures de sa génération, remportant notamment les Coaching Club American Oaks et se classant deuxième des Mother Goose Stakes, des Alabama Stakes et des Ashland Stakes. Importée au Japon pour $ 275 000 en vue de sa carrière de poulinière, elle n'y a pas fait d'étincelles.  

### Pedigree
| Origines de Just A Way (JPN), mâle bai né en 2009 | Origines de Just A Way (JPN), mâle bai né en 2009 | Origines de Just A Way (JPN), mâle bai né en 2009 | Origines de Just A Way (JPN), mâle bai né en 2009 |
| ------------------------------------------------- | ------------------------------------------------- | ------------------------------------------------- | ------------------------------------------------- |
| Père Heart's Cry 2001                             | Sunday Silence 1986                               | Halo                                              | Hail to Reason                                    |
| Père Heart's Cry 2001                             | Sunday Silence 1986                               | Halo                                              | Cosmah                                            |
| Père Heart's Cry 2001                             | Sunday Silence 1986                               | Wishing Well                                      | Understanding                                     |
| Père Heart's Cry 2001                             | Sunday Silence 1986                               | Wishing Well                                      | Mountain Flower                                   |
| Père Heart's Cry 2001                             | Irish Dance 1990                                  | Tony Bin                                          | Kampala                                           |
| Père Heart's Cry 2001                             | Irish Dance 1990                                  | Tony Bin                                          | Severn Bridge                                     |
| Père Heart's Cry 2001                             | Irish Dance 1990                                  | Buper Dance                                       | Lyphard                                           |
| Père Heart's Cry 2001                             | Irish Dance 1990                                  | Buper Dance                                       | My Bupers                                         |
| Mère Sibyl 1999                                   | Wild Again 1980                                   | Icecapade                                         | Nearctic                                          |
| Mère Sibyl 1999                                   | Wild Again 1980                                   | Icecapade                                         | Shenanigans                                       |
| Mère Sibyl 1999                                   | Wild Again 1980                                   | Bushel-n-Peck                                     | Khaled                                            |
| Mère Sibyl 1999                                   | Wild Again 1980                                   | Bushel-n-Peck                                     | Dama                                              |
| Mère Sibyl 1999                                   | Charon 1987                                       | Mo Exception                                      | Hard Work                                         |
| Mère Sibyl 1999                                   | Charon 1987                                       | Mo Exception                                      | With Exception                                    |
| Mère Sibyl 1999                                   | Charon 1987                                       | Double Wiggle                                     | Sir Wiggle                                        |
| Mère Sibyl 1999                                   | Charon 1987                                       | Double Wiggle                                     | Blue Double (famille 2-n)                         |